# Saqqaa
Saqqaa [sɑˈqːaː] (nach alter Rechtschreibung Sarĸâ) ist eine grönländische Schäfersiedlung im Distrikt Qaqortoq in der Kommune Kujalleq.

## Lage
Saqqaa liegt im Seengebiet Tasikuluulik genau zwischen dem See Saqqaata Tasia und dem Skyggesø. 2,3 km südwestlich liegt die nächste Schäfersiedlung Tasilikulooq, während es 16 km nach Norden bis nach Igaliku, dem nächstgelegenen größeren Ort sind. Die Siedlung liegt im UNESCO-Weltkulturerbe Kujataa und weist Ruinen der Grænlendingar auf.

## Bevölkerungsentwicklung
Saqqaa ist erst seit 1996 bewohnt und hatte seither maximal sechs Bewohner. Einwohnerzahlen der Schäfersiedlungen sind letztmals für 2013 bekannt. Saqqaa wird statistisch unter „Farmen bei Eqalugaarsuit“ geführt.